# Futsal-Ozeanienmeisterschaft 2010
Die Futsal-Ozeanienmeisterschaft 2010 fand in Suva, Fidschi vom 8. August bis zum 14. August 2010 statt. Es war die siebte Meisterschaft.
Die Salomonen wurden zum dritten Mal in Folge Meister.
Die Spiele fanden in der Vodafone Arena in Suva statt.

## Spiele
| Pl. | Verein                 | Sp. | S | U | N | Tore    | Diff. | Punkte |
| --- | ---------------------- | --- | - | - | - | ------- | ----- | ------ |
| 1.  | Salomonen              | 6   | 6 | 0 | 0 | 059:160 | +43   | 18     |
| 2.  | Fidschi                | 6   | 4 | 0 | 2 | 024:160 | +8    | 12     |
| 3.  | Neuseeland             | 6   | 4 | 0 | 2 | 026:220 | +4    | 12     |
| 4.  | Vanuatu                | 6   | 3 | 0 | 3 | 021:220 | −1    | 09     |
| 5.  | Neukaledonien          | 6   | 2 | 0 | 4 | 025:290 | −4    | 06     |
| 6.  | Französisch-Polynesien | 6   | 2 | 0 | 4 | 012:160 | −4    | 06     |
| 7.  | Tuvalu                 | 6   | 0 | 0 | 6 | 007:530 | −46   | 0      |